# SN 1998df
SN 1998df – supernowa odkryta 18 lipca 1998 roku w galaktyce A213230-6503. W momencie odkrycia miała maksymalną jasność 18,50m.